# Fermat-priemgetal
Fermat-priemgetallen zijn priemgetallen van de vorm
{\displaystyle 2^{2^{n}}+1}
waarbij {\displaystyle n} nul of een natuurlijk getal is. Een fermat-priemgetal is een fermatgetal dat tegelijk een priemgetal is.
De wiskundige Pierre de Fermat veronderstelde dat alle getallen van die vorm priemgetallen waren. Leonhard Euler toonde echter aan dat
{\displaystyle 2^{2^{5}}+1}
met {\displaystyle n=5}, deelbaar is door {\displaystyle 641}.
Onbekend is of het aantal fermat-priemgetallen eindig of oneindig is, en zelfs of er meer zijn dan de vijf bekende, met {\displaystyle n=0} tot en met {\displaystyle 4}:
{\displaystyle 3,5,17,257,65537}.
Het huidige vermoeden is dat er niet meer zijn. Van de verdere betreffende getallen is tot en met {\displaystyle n=32} bevestigd dat het geen priemgetallen zijn.
Een stelling, te weten de stelling van Gauss-Wantzel, over de constructie met passer en liniaal verwijst naar de fermat-priemgetallen.